# Jan Jakub Kowalczyk
Jan Jakub Kowalczyk (ur. 25 lipca 1872 w Krzyżowicach k. Pszczyny, zm. 22 lipca 1941 w Katowicach) – polski działacz narodowy i polityczny na Śląsku, pisarz, dziennikarz, ekonomista, urzędnik konsularny i senator.

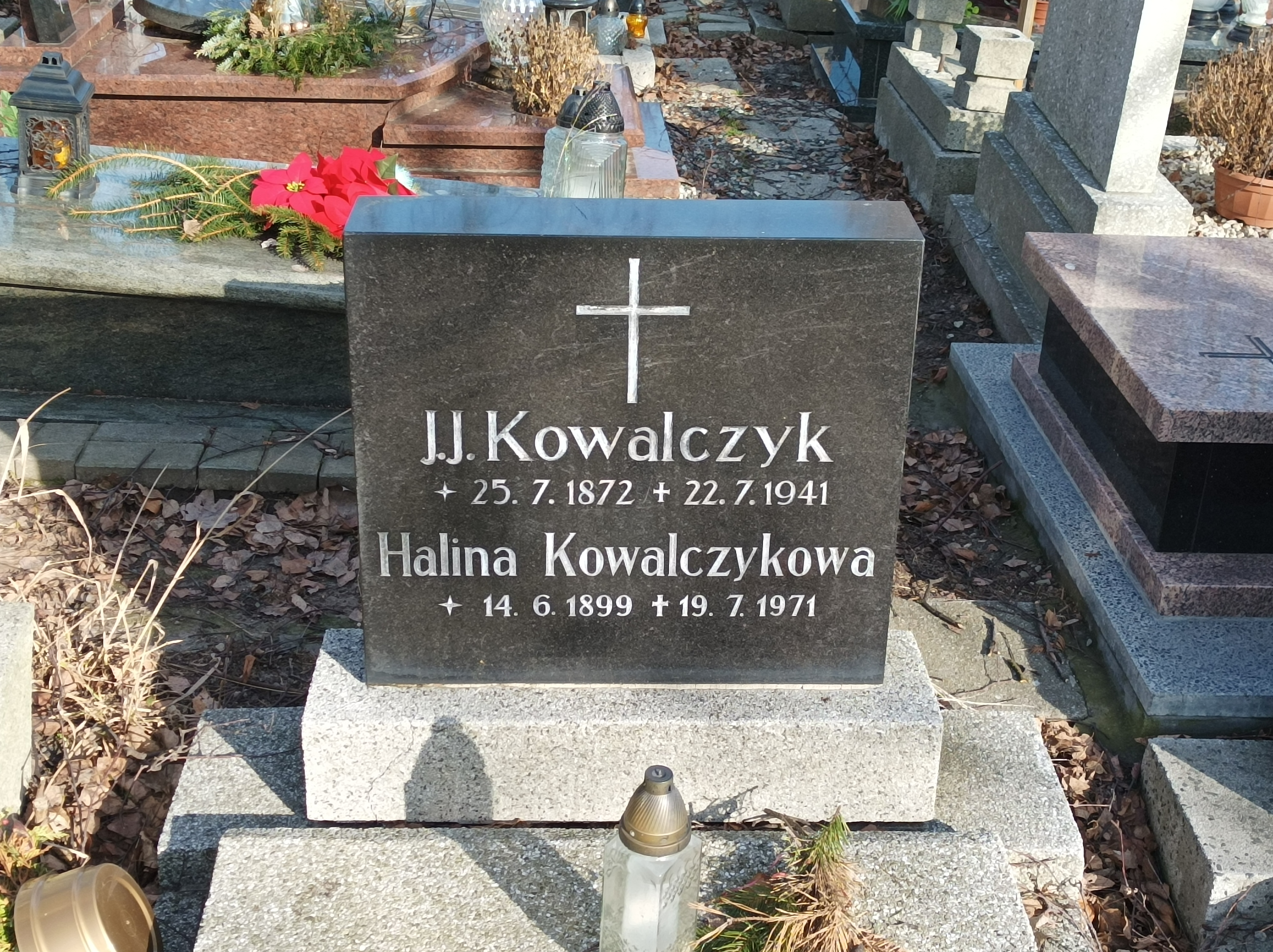
Grób Jana Jakuba Kowalczyka na cmentarzu przy ul. Sienkiewicza w Katowicach

## Życiorys
Pochodził z rodziny chłopskiej. Był synem Franciszka i Jadwigi z Gamon-Juraszków. Absolwent gimnazjum w Pszczynie (1894), student teologii, prawa i literatury słowiańskiej na uniwersytecie we Wrocławiu. W trakcie studiów był prezesem Towarzystwa Akademików Górnoślązaków. Od 1896 członek Związku Młodzieży Polskiej „Zet”, od 1899 członek Ligi Narodowej. Był wielokrotnie więziony przez władze pruskie za działalność narodową. Od 1902 był współredaktorem „Górnoślązaka”, którego redaktorem naczelnym był Wojciech Korfanty.
Ze względu na represje polityczne wyjechał w 1906 roku na emigrację do USA. W latach 1909–1913 był działaczem polonijnym w Stanach Zjednoczonych oraz redaktorem polskich pism, np. „Dziennika Polskiego” w Detroit, „Dziennika dla Wszystkich” (Buffalo-Nowy Jork), „Kuriera Polskiego” (Milwaukee). 
W latach 1915–1919 był korespondentem Narodowej Demokracji w Danii, gdzie redagował pismo „Polak w Danii”. Konsul RP w Kopenhadze (1918). Współorganizował Armię Polską we Francji. W 1919 roku przyjechał do Polski.
W 1920 członek Polskiej Komisji Plebiscytowej na Śląsku, konsul RP we Wrocławiu (1920–1921). Senator I kadencji RP (1922–1927). Konsultant Izby Przemysłowo-Handlowej w Katowicach (1936).
Od 16 lutego 1924 był żonaty z Haliną Szyperską.

## Twórczość literacka
Był publicystą, pisarzem oraz autorem kilku powieści:
- Zbójnik opiekun (1929),
- Miłość i czyn (1929),
- Odrodzenie Górnego Śląska (1932) - wspomnienia.

## Ordery i odznaczenia
- Krzyż Oficerski Orderu Odrodzenia Polski (11 listopada 1936)[2]